# Einstein (Oper)
Einstein ist eine Oper in drei Akten, Prolog, zwei Intermezzi und Epilog von Paul Dessau (Musik) mit einem Libretto von Karl Mickel. Sie entstand in den Jahren 1955 und 1971–1973 und wurde am 16. Februar 1974 in der Deutschen Staatsoper in Ost-Berlin uraufgeführt.

## Handlung
Die Oper handelt von der Entwicklung der Atombombe während des Zweiten Weltkriegs. Sie wird mit Unterstützung Albert Einsteins in Amerika fertiggestellt. Obwohl er sie nur zur Abschreckung vorgesehen hatte, wird sie in Hiroshima und Nagasaki eingesetzt. Das System, mit dessen Hilfe Einstein den Faschismus bekämpft, stellt sich somit selbst als barbarisch heraus. Er fühlt sich verraten und vernichtet eine weitere seiner Arbeiten, um weiteren Missbrauch zu verhindern. Einstein zur Seite gestellt sind zwei weitere Physiker: ein alter Opportunist, der sich jederzeit vom aktuell herrschenden System vereinnahmen lässt, und ein junger Idealist, der sich am Ende für den Sozialismus entscheidet. In den Zwischenspielen trifft mit der Figur des Hans Wurst ein Repräsentant des Volks auf die allegorische Gestalt eines Krokodils, das nacheinander die Systeme des Faschismus und des amerikanischen Imperialismus verkörpert. Im Epilog tanzt Hans Wurst buchstäblich auf Messers Schneide zwischen den Systemen.

### Prolog
Mit den Worten „Es ist was Entsetzliches passiert“ führt Hans Wurst als Repräsentant des Volks in die Oper ein: Erst wurden Bücher verbrannt, dann brach der Krieg aus. Einstein floh ins Exil und geriet dort an die „falschen Freunde“ („Der Menschenfreund im Bund mit aller Menschheit Feinde“). Er bemerkte seinen Irrtum zu spät.

### Erster Akt
Szene 1. Vor einer Menschenmenge verbrennen Uniformierte Bücher auf dem Platz vor dem Opernhaus („Ho‐haho täscha‐bo Nuba‐wumdä hohä‐wam“). Eine dünne Frau klagt einer dicken, dass ihr Mann seit drei Wochen von der SA im Keller festgehalten wird. Ein Mann wurde zum Panzerbau abkommandiert. Als zwei Physiker beobachten, wie eine Einstein-Puppe ins Feuer geworfen wird, beschließen sie, ihn zu warnen.
Szene 2. Der fünfzigjährige Einstein sitzt in seinem Arbeitszimmer am Tisch. Die beiden Physiker warnen ihn vor der drohenden Gefahr durch die Nazis. Die beiden springen angsterfüllt aus dem Fenster. Einstein sucht Rat in seinen Büchern: Galileo Galilei („ein Anhänger der Einzelhaft“), Giordano Bruno („der Verbrannte“) und Leonardo da Vinci („er wurde hundert Jahre alt“). Er steckt Leonardos Buch ein und geht.
Szene 3. Drei SA-Männer verwüsten das Zimmer.
Szene 4. Nacht, freies Feld. Einstein befindet sich auf der Flucht nach Amerika. Die beiden Physiker erscheinen. Obwohl sie bereits übel zugerichtet sind, wollen sie im Land bleiben: „Es ist alles nicht so schlimm“.
Szene 5. Soldaten exerzieren am frühen Morgen auf dem Platz und singen frivole Lieder. Der alte Physiker meint, der Krieg werde auch die Canaille austilgen. Er will sich solange in sein Haus verkriechen. Der junge Physiker hofft, durch eine Krankheit oder Verletzung dem Wehrdienst zu entgehen. Eine nasenlose Nutte verspricht, ihn mit ihrer Seuche anzustecken. Sie liefert ihn stattdessen an die Gestapo aus.
Szene 6. Im Gefängnis wurde der junge Physiker von der SA brutal verhört. Man beschuldigt ihn der Wehrkraftzersetzung. Ein Adjutant holt ihn ab, um ihn dem Führorr vorzuführen.
Szene 7. Im Hauptquartier des Führorrs meldet ein Bote, dass „die Stadt der Roten“ nach hohen Verlusten endlich erobert wurde. Der Führorr ordnet eine Siegesfeier an. Als unmittelbar darauf ein zweiter Bote berichtet, dass der Feind die Stadt mit noch viel höheren Verlusten zurückerobert habe, lässt der Führorr die achtjährigen Kinder zur Front einziehen. Die beiden Physiker treten ein. Der Führorr verkündet den totalen Krieg und befiehlt ihnen, „die Erdteile, welche sich mir widersetzen“ zu vernichten. Während draußen das Volk jubelt, bleibt den Physikern nichts anderes übrig, als einzuwilligen, die geforderte Waffe zu entwickeln. Allein der junge Physiker zeigt Skrupel.

### Intermezzo I: Hans Wursts Hinrichtung 1
Anmutige Landschaft, inmitten ein stiller Weiher. Links die Autobahn, rechts eine sogenannte Felsenkanzel.
Das Krokodil E. Treu stellt sich dem Publikum vor. Es klagt über seinen „ewigen Kreislauf“: Wenn es jemanden frisst, muss es weinen – wenn es weint, muss es fressen. Der Büttel bringt den gefesselten Hans Wurst auf die Felsenkanzel. Er wurde wegen nicht genau genannter „widerwärtigster“ Verbrechen zum Tode verurteilt. Sein letzter Wunsch ist es, den Büttel „Du Armleuchter!“ zu nennen. Doch mit der wortgenauen Ausführung hapert es dann. Nachdem es ihm endlich gelingt, notiert der Büttel den Vollzug, wirft ihn in den Weiher und fährt davon. Das noch gar nicht hungrige Krokodil bittet Hans Wurst um eine todtraurige Geschichte. Hans Wurst erzählt stattdessen den „besten Idiotenwitz des Tages“. Als sich das Krokodil vor Lachen den Bauch hält, kann Hans Wurst fliehen. Das Krokodil beißt sich in den Schwanz und verschlingt sich schließlich selbst.

### Zweiter Akt
Szene 1. An der Pazifikküste vermeint Einstein das Kriegsgetöse von der anderen Seite der Welt zu hören.
Szene 2. In Einsteins Arbeitszimmer meldet seine schwarze Haushälterin den Besuch eines Herrn aus Deutschland. Es ist der junge Physiker, der nun ebenfalls ins Exil gegangen ist. Er berichtet, dass der alte Physiker in Deutschland mit Hilfe von Einsteins Schriften die Atombombe zu entwickeln versucht. Einstein würde seine Arbeiten am liebsten zurückziehen. Zwei Senatoren verbieten ihm jede politische Tätigkeit. Erneut sucht Einstein Rat bei Galilei, Giordano Bruno und Leonardo da Vinci, die ihm aber nicht helfen können. Galilei: „Ich kroch zu Kreuze. Mein Leben war die Hölle“ – Bruno: „Ich widerstand. Die Hölle war mein Tod.“ – Leonardo: „Da siehe du zu!“ (nach dem Matthäus-Evangelium 27,3–5: Judas bereut seinen Verrat und erhält diese Antwort, als er die Silberlinge zurückgeben will).
Szene 3. (a) Einstein und der junge Physiker bemühen sich um eine Audienz beim amerikanischen Präsidenten, müssen aber in den Vorzimmern an mehreren Bullen vorbei. Schon der erste Bulle verweigert ihnen den Zutritt. Einstein gibt ihm ein Dokument, das der Bulle liest und dann in die Rohrpost legt. (b) In der Tür stehend lenkt der junge Physiker den Bullen ab. (c) Die beiden gelangen in das nächste, größere Vorzimmer, wo ihnen der zweite, größere Bulle entgegentritt. Einstein legt zwei Papiere auf den Tisch, die der Bulle ignoriert. Als Einstein seinen Namen nennt, lacht der Bulle darüber – sie lassen nur Felsen vor, keine Steine. (d) In der Tür zum nächsten Zimmer. (e) In diesem noch größeren Vorzimmer treffen sie auf den fünften Bullen. Einstein hat keine Papiere mehr, doch der Bulle erkennt ihn und bittet um Autogramme für seine Kinder. Anschließend drückt er auf einen Knopf, worauf sich zwei Tapetentüren im Hintergrund öffnen. Eine große Stimme befiehlt, dass die berühmten Gäste „wie berühmte Gäste“ behandelt werden sollen. Zwei winzige Diener servieren Kaffee und Cognac, doch Einstein und der junge Physiker werden schon hereingebeten.
Szene 4. Der Präsident verspricht Einstein Geld, eine Wüste und Mitarbeiter für seine Arbeit an der Atombombe.
Szene 5. Am frühen Morgen erkennt Einstein im Gleichgewicht des Schreckens einen theoretischen Weg, die Welt zu retten.
Szene 6. Felsenschlucht, oben eine Barockkirche mit Orgel. In Deutschland ist die Lage aussichtslos. Drei Techniker des unterirdischen Atomlabors planen die Flucht. Tiefflieger greifen an. Der alte Physiker drängt die Techniker dazu, weiterzuarbeiten, und geht an die Orgel, um zu spielen. Alle ziehen sich in Felsenlöcher zurück. Der junge Physiker kommt in amerikanischer Uniform mit zwei weißen und drei schwarzen GIs. Sie schießen mit Kanonen in die Felsenlöcher, bis der alte Physiker herauskommt, den sie als Atomspezialist benötigen. Die GIs nehmen ihn fest und betrinken sich anschließend. Die drei Techniker kommen schwer verletzt aus den Löchern und suchen das Weite.
Szene 7. In einem transatlantischen Atomwerk vernageln Arbeiterinnen Kisten, die mit Totenköpfen bezeichnet sind. Einstein verkündet den bevorstehenden Frieden und schickt sie nach Hause. Die Arbeiterinnen weigern sich – nachdem sie im Krieg bereits ihre Männer und Söhne verloren haben, fürchten sie die Arbeitslosigkeit. Der junge und der alte Physiker kommen herein. Sie wollen die Atombombe fertigstellen, „ehe der Krieg verreckt ist“.
Szene 8. Betonbunker, Längsfront parallel zur Rampe. Grelle Sonne. Im Beisein der Physiker wird die Atombombe getestet. Die Sonne wird schwarz. Finsternis.
Szene 9. Finsternis. Zwei Chöre klagen „mit allen möglichen Betonungen und Betonungskombinationen“ über Hiroshima und Nagasaki.
Szene 10. Leere Bühne, grelles Licht. Der nun hundert Jahre alte Einstein kommt von hinten langsam an die Rampe. In englischer und deutscher Sprache beklagt er das Unheil, das er durch seine Entwicklung verursacht hat: „Ich war’s! Ich bin’s! Ich bin der Tod, der alles raubt.“ Er hatte nicht sehen wollen, wie seine Arbeit missbraucht wurde.

### Intermezzo II: Hans Wursts Hinrichtung 2
Wie im ersten Intermezzo wird der gefesselte Hans Wurst vom Büttel auf die Felsenkanzel gebracht. Sein letzter Wunsch ist gestrichen, der Büttel wirft ihn ins Wasser und fährt davon. Das Krokodil hat zwar immer noch keinen Hunger, aber auch keine Lust auf eine Geschichte. Obwohl Hans Wurst „den besten Horrorwitz des Tages“ erzählt und das Krokodil Tränen lacht, frisst es Hans Wurst.

### Dritter Akt
Szene 1. Auf einem freien Platz fordert eine Menschenmenge ein Ende der Kriege: „Make love not war.“ Man wendet sich Ausschweifungen zu. Casanova versucht, Jungfrauen zu verführen. Nach einem ersten Fehlschlag überzeugt er die Frauen mit den Worten: „Ehe die Liebe sie überkommt, könnte die Bombe über sie kommen.“ Jede erhält eine Visitenkarte. Die beiden Physiker kommentieren das Geschehen.
Szene 2. In einer Baracke halten drei Bullen Gericht über die Physiker, die einen Aufruf zur Ächtung der Atombombe unterzeichnet haben. Während der alte und der junge Physiker nachgeben und ihre Aussagen widerrufen, bleibt Einstein standhaft. Er wird zu ewigem Ruhm für die von ihm entwickelten Waffen verurteilt.
Szene 3. Die Unsterblichkeit. Beim Bier erwarten Galilei, Giordano und Leonardo die Ankunft Einsteins. Giordano stellt ihm das Bier kalt.
Szene 4. Im Arbeitszimmer Einsteins klagt der junge Physiker darüber, gegen seinen Willen weiterhin Waffen entwickeln zu müssen. Die Schwarze singt ein Wiegenlied und verweist auf den Naturgott Khavum.
Szene 4a. Für den jungen Physiker ist das keine Lösung. Er beschließt, in die DDR auszuwandern, und singt einen Vers aus der Internationalen, die er bereits im NS-Gefängnis kennengelernt hatte. Da seine erste Formel zum Weltenbrand geführt hat, verbrennt Einstein eine zweite Formel, an der er zwanzig Jahre lang gearbeitet hat – er möchte einen weiteren Missbrauch verhindern. Die Schwarze führt einen siebenjährigen Jungen zu ihm, der von Einstein unterrichtet werden will. Einstein antwortet: „Das Welträtsel ist ein Wort“. Er ist befriedigt, dass der Junge ihn nicht versteht.

### Epilog: Hans Wursts Auferstehung
In der Landschaft der beiden Intermezzi reitet der Büttel auf dem Krokodil und tätschelt es. Der wiederauferstandene Hans Wurst verkündet von der Felsenkanzel seine Lehren: „Nie tote Büttel anschreien“, „Witze muss man machen, aber […] nach Maß“ und „Ein Spaziergang auf dem Rasiermesser macht auch Spaß.“ Ein riesiges Rasiermesser klappt über dem Teich auf, und Hans Wurst tanzt auf der Schneide. Er bekennt: „Ich lebe gern.“

## Gestaltung

### Instrumentation
In der Haupthandlung verwendet Dessau ein reduziertes Orchester ohne Violinen, Oboen, Klarinetten, Fagotte und Hörner. Raue Klänge ohne viel Farbgebung sowie scharfe Kontraste dominieren. In den Intermezzi und im Epilog dagegen entspricht das Instrumentarium ungefähr demjenigen der Mozart-Zeit. Hier lässt Dessau auch „malerischere“ Elemente zu.
Haupthandlung
- Holzbläser: vier Flöten (alle auch Piccolo, 4. auch Altflöte)
- Blechbläser: vier Trompeten, drei Posaunen
- zwei Klaviere (möglichst Konzertflügel)
- Pauken
- Streicher: sechs Bratschen, drei Violoncelli, vier Kontrabässe
- Gitarre

Intermezzi und Epilog
- Holzbläser: zwei Flöten, zwei Oboen, zwei Klarinetten (2. auch Bassklarinette), zwei Fagotte
- Blechbläser: zwei Hörner, drei Trompeten, zwei Posaunen
- Martinshorn
- Pauken
- zwei Klaviere
- Streicher: zehn Violinen 1, acht Violinen 2, sechs Bratschen, drei Violoncelli, vier Kontrabässe

Besetzung der Bandaufnahme
- Holzbläser: zwei Flöten, Altflöte, Klarinette
- Blechbläser: vier Trompeten, vier Posaunen
- Schlagzeug (zwei Spieler)
- zwei Klaviere
- Orgel
- Tenor (der Führorr)
- zwei gemischte Chöre
- drei Knabenstimmen

### Musik
Insgesamt wurden vier verschiedene Fassungen des Finales veröffentlicht, die sich im vorgestellten Ausweg aus der verfahrenen Situation unterscheiden. Dessau selbst autorisierte diejenigen des Klavierauszugs von 1973 und der Studioaufnahme von 1978. Die beiden anderen Fassungen publizierte Karl Mickel (Volks Entscheid. 7 Stücke, Leipzig 1987). Mickels erste Fassung von 1965 endet mit der Utopie der beiden Physiker, die Welt zu vernichten, sich selbst aber auf einen anderen Stern zurückzuziehen. In der Fassung von 1970 propagiert der junge Physiker dagegen eine Erneuerung der Kommunistischen Internationalen. Im Klavierauszug von 1973 endet die Oper mit einer Arie Einsteins auf Brechts Gedicht Und ich werde nicht mehr sehen das Land (Nr. 6 aus An die deutschen Soldaten im Osten) – Der Humanismus ist verloren. In der letzten Fassung setzt Einsteins schwarze Haushälterin dieser Resignation ihre Hoffnung auf einen Naturgott entgegen. Das Ende bleibt offen.:104–105
Dessaus Oper enthält eine Vielzahl von musikalischen Zitaten. Neben Mozart und Vivaldi ist besonders häufig Musik Johann Sebastian Bachs zu hören, dessen Musik für den Humanismus steht. Wenn die SA-Männer in Einsteins Zimmer eindringen (erster Akt, Szene 3), erklingt Bachs Dorische Toccata für Orgel, die während der Verwüstung des Zimmers mit dem stark verfremdeten Orgelchoral Vom Himmel hoch, da komm’ ich her überlagert wird. Hier symbolisiert die Musik den „Vernichtungswahn der SA-Horden gegen alles Humanistische“.
Das „B-A-C-H“-Motiv wird fast leitmotivisch genutzt.:60 Die Musik- und Theaterwissenschaftlerin Sigrid Neef beschrieb dessen Einführung im Prolog und weitere Entwicklung zwischen den Intermezzi folgendermaßen:

„Bei den Worten ‚Einstein, unser Held, entfloh‘ endet die letzte Silbe auf dem Ton H. Die Posaune fahrt in extremem Registerwechsel mit den Tönen B-A-C fort, der Kontrabaß bestätigt im nachfolgenden Takt das B-A-C. Die beiden Hans-Wurst-Intermezzi enden mit der Tonformel B-H; Das H wird von der Pauke geschlagen bzw. vom vollen Orchester gebracht, und im Hans-Wurst-Epilog wird dann das fehlende C tutti und mit Pauke nachgereicht.“

Das Motiv „B-H-C“ erklingt zudem als Einleitung des ersten und einzigen vollständigen Vorkommens der Zwölftonreihe der Oper sowie instrumental vor Einsteins Antwort auf den Einsatz der Atombombe. Am deutlichsten ist das komplette Motiv in der Altflöte am Schluss der Oper zu vernehmen, als Einstein zu dem siebenjährigen Jungen spricht.:106
Anklänge an Strauss’ Ariadne auf Naxos dienen der „Ironisierung der kulinarischen Oper und spätbürgerlichen Gefühls“. Den Arbeiterinnen der Atomfabrik ist melodischere volkstümliche Musik zugewiesen. Auf der anderen Seite sind die jeweiligen Machthaber und deren Repräsentanten durch aggressive Klänge charakterisiert. Die Musik der Titelfigur Einstein ist sanglich gestaltet.

### Libretto
Auch Mickels Libretto enthält viele Zitate. So verwendet er einige Stellen aus dem Matthäus- und Johannes-Evangelium, die auch in den entsprechenden Passionsmusiken Bachs vorkommen.:107 Mickel zitierte des Weiteren aus Werken der deutschen Klassik wie Friedrich Maximilian Klingers Roman Fausts Leben, Thaten und Höllenfahrt (erster Akt, Szene 2: „Eine herrliche Nacht, die empörte Einbildungskraft zu verwildern.“) oder auch aus Goethes Faust (die Szenenbeschreibung „Nacht, freies Feld“ im ersten Akt, Szene 4). Das Soldatenlied „Amor, erheb dich, edler Held“ (erster Akt, Szene 5) stammt aus Des Knaben Wunderhorn. Selbst ein originales Hitler-Zitat gibt es in der Szene, in der der Führorr den Physikern den Bau der Waffe befiehlt (erster Akt, Szene 7). Einsteins zunächst englische Reaktion auf den Atombombenabwurf (zweiter Akt, Szene 10) stammt aus Lord Byrons Gedicht Darkness.:108–109

## Werkgeschichte
1955 las der Komponist Paul Dessau einen Nachruf auf Albert Einstein, der ihn zu einem eigenen Libretto über dieses Thema anregte. Er unternahm dazu mehrere Anläufe. Zunächst schrieb er einen Entwurf mit dem Titel Alle Menschen werden Brüder mit Bezug zu Beethovens 9. Sinfonie und der Französischen Revolution. Anschließend schrieb er einen vollständigen Text, Das gelobte Land, womit nicht nur Palästina, sondern auch Amerika gemeint war. Diesen Text übergab er Bertolt Brecht, der sich damals selbst Gedanken über diesen Stoff machte. Brecht kommentierte Dessaus Text in einem Brief.:104
Dessau beauftragte den Schriftsteller Karl Mickel 1965 mit dem Libretto zur Oper Einstein. Mit Unterbrechungen dauerte die Arbeit daran bis 1973.:104 Mickel übernahm einige der Anregungen Brechts, schrieb den Text jedoch neu und ergänzte die Intermezzi über die Volksfigur Hans Wurst, mit denen er die parabelhaften Elemente der Oper hervorhob.
Die Komposition erstellte Dessau zwischen 1971 und 1973 als Auftrag der Deutschen Staatsoper Berlin. Er widmete die Oper seiner Frau Ruth Berghaus, die auch die Regie der Uraufführung am 16. Februar 1974 übernahm. Die musikalische Leitung hatte Otmar Suitner. Bühnenbild und Kostüme stammten von Andreas Reinhardt. Sigrid Neef beschrieb sie als „so lapidar wie kunstvoll, von zeichenhafter Strenge und fast organischer Empfindsamkeit“. Die insgesamt 62 Rollen waren erstklassig besetzt, darunter waren Theo Adam (Einstein), Peter Schreier (junger Physiker), Reiner Süß (alter Physiker), Eberhard Büchner (Casanova), Annelies Burmeister (Krokodil und Schwarze) und Horst Hiestermann (Hans Wurst). In dieser Produktion wurde Einstein zu einer der erfolgreichsten Opern der Zeit. Es gab Gastspiele beim Maggio Musicale Fiorentino (1976), Stockholm (1977), in Hamburg, Wiesbaden und Lausanne (1978) und bei den Dresdner Musikfestspielen (1979). 1978 erschien eine Studioaufnahme der Oper auf Schallplatte.:109–110
In Westdeutschland wurde die Oper erstmals am 15. Juni 1980 bei den Ruhrfestspielen Recklinghausen aufgeführt. Es handelte sich um ein Gastspiel des Gelsenkirchener Musiktheaters im Revier. Die musikalische Leitung hatte Uwe Mund, die Regie Jaroslav Chundela, und den Einstein sang Joshua Hecht. Weitere Aufführungen gab es in Meiningen (1980), Schwerin (1981) und Weimar (1989). 1995 wurde Einstein im Theater Vorpommern in Greifswald/Stralsund in der Regie von Michael Sturm gegeben. 2006 gab es eine Neuproduktion der Dortmunder Oper in einer Inszenierung von Gregor Horres und Bühne und Kostümen von Kirsten Dephoff. Die Dortmunder Philharmoniker und der Chor des Theater Dortmund wurden von Dirk Kaftan geleitet. In den Hauptrollen sangen Oskar Hillebrandt (Einstein), Jeff Martin (junger Physiker) und Vidar Gunnarsson (alter Physiker).

## Aufnahmen
- 30. Mai 1976 (live aus Florenz): Otmar Suitner (Dirigent), Orchester des Maggio Musicale Fiorentino. Reiner Süß (alter Physiker), Theo Adam (Einstein), Henno Garduhn (Hans Wurst), Eberhard Büchner (junger Physiker). Opera d’Oro OPD 1371 (2 CD).[8]:3464
- 1978 (Studio-Aufnahme): Otmar Suitner (Dirigent), Staatskapelle Berlin, Chor der Deutschen Staatsoper Berlin. Horst Moye (Adjutant), Reiner Süß (alter Physiker), Renate Hoff (Arbeiterin und Jungfrau), Hannerose Katterfeld (Arbeiterin), Edda Schaller (Arbeiterin und nasenlose Nutte), Ingeborg Springer (Arbeiterin und junge Frau), Ernst Gruber (Bulle, SA-Mann, Techniker), Horst Lunow (Bulle, Techniker), Erich Siebenschuh (Bulle, SA-Mann), Peter Olesch (Büttel), Günter Kurth (Casanova), Gertraud Prenzlow (dicke Frau), Peter Bindszus (schwarzer GI), Harald Neukirch (schwarzer GI und junger Mann), Jutta Vulpius (dünne Frau), Theo Adam (Einstein), Kurt Rehm (Führorr), Günther Fröhlich (Galilei und SA-Mann), Günther Leib (Giordano Bruno und Techniker), Henno Garduhn (Hans Wurst und Präsident), Nils Lunow (Junge), Peter Schreier (Junger Physiker), Sieglinde Jahn (Jungfrau), Annelies Burmeister (Krokodil und Schwarze), Martin Ritzmann (Leonardo da Vinci), Heinz Reeh (SA-Mann), Joachim Arndt (Senator), Erich Witte (Senator). Berlin Classics CD: BC 9109-2.[8]:3465